# Bolton, Massachusetts
Bolton är en kommun (town) i Worcester County i delstaten Massachusetts, USA. Vid 2020 års folkräkning hade kommunen 5 665 invånare.

## Kända personer från Bolton
- Amos Nourse, politiker
- Frederick A. Sawyer, politiker